# Lee Yong-rae
Đây là một tên người Triều Tiên, họ là Lee.
Lee Yong-Rae  (tiếng Hàn Quốc: 이용래; sinh ngày 17 tháng 4 năm 1986) là một cầu thủ bóng đá người Hàn Quốc hiện tại thi đấu ở vị trí tiền vệ cho Daegu FC ở K League 1. Mặc dù anh chủ yếu thi đấu ở vị trí tiền vệ phòng ngự ở với cả câu lạc bộ và đội tuyển quốc gia, nhận biết chiến thuật giúp anh trở thành tiền vệ bao quát, tiền vệ biên và hậu vệ trong trường hợp cấp bách.

## Thống kê sự nghiệp câu lạc bộ
Tính đến  5 tháng 8 năm 2012
| Thành tích câu lạc bộ | Thành tích câu lạc bộ | Thành tích câu lạc bộ | Giải vô địch | Giải vô địch | Cúp     | Cúp       | Cúp Liên đoàn | Cúp Liên đoàn | Châu lục | Châu lục  | Tổng cộng | Tổng cộng |
| Mùa giải              | Câu lạc bộ            | Giải vô địch          | Số trận      | Bàn thắng    | Số trận | Bàn thắng | Số trận       | Bàn thắng     | Số trận  | Bàn thắng | Số trận   | Bàn thắng |
| Hàn Quốc              | Hàn Quốc              | Hàn Quốc              | Giải vô địch | Giải vô địch | Cúp KFA | Cúp KFA   | Cúp Liên đoàn | Cúp Liên đoàn | Châu Á   | Châu Á    | Tổng cộng | Tổng cộng |
| --------------------- | --------------------- | --------------------- | ------------ | ------------ | ------- | --------- | ------------- | ------------- | -------- | --------- | --------- | --------- |
| 2009                  | Gyeongnam FC          | K League 1            | 26           | 6            | 2       | 0         | 4             | 0             | -        | -         | 32        | 6         |
| 2010                  | Gyeongnam FC          | K League 1            | 27           | 4            | 1       | 0         | 5             | 0             | -        | -         | 33        | 4         |
| 2011                  | Suwon Bluewings       | K League 1            | 26           | 0            | 3       | 1         | 0             | 0             | 10       | 0         | 39        | 1         |
| 2012                  | Suwon Bluewings       | K League 1            | 23           | 2            | 2       | 0         | -             | -             | -        | -         | 25        | 2         |
| Tổng cộng             | Hàn Quốc              | Hàn Quốc              | 102          | 12           | 8       | 1         | 9             | 0             | 10       | 0         | 129       | 13        |
| Tổng cộng sự nghiệp   | Tổng cộng sự nghiệp   | Tổng cộng sự nghiệp   | 102          | 12           | 8       | 1         | 9             | 0             | 10       | 0         | 129       | 13        |

## Danh hiệu[2]
- Hyundai Oilbank K League Challenge Best 11 Midfield Division: 2014
- Winning the 37th National High School Football Championship: 2004

Chiangrai United
- Thai League 1 (1): 2019
- Thai FA Cup (1): 2018
- Thai League Cup (1): 2018
- Thailand Champions Cup (2): 2018, 2020